# Анелев (Мазовецьке воєводство)
Анелев (пол. Anielew) — село в Польщі, у гміні Мінськ-Мазовецький Мінського повіту Мазовецького воєводства.
Населення — 121 особа (2011).
У 1975-1998 роках село належало до Седлецького воєводства.

## Демографія
Демографічна структура станом на 31 березня 2011 року:
|          | Загалом | Допрацездатний вік | Працездатний вік | Постпрацездатний вік |
| -------- | ------- | ------------------ | ---------------- | -------------------- |
| Чоловіки | 54      | 15                 | 35               | 4                    |
| Жінки    | 67      | 17                 | 37               | 13                   |
| Разом    | 121     | 32                 | 72               | 17                   |